# Legau
Legau là một đô thị ở huyện Unterallgäu bang Bayern, Đức.